# Nick Oshiro
Nick Oshiro (ur. 29 lipca 1978) – amerykański perkusista zespołu Static-X.
Wcześniej grał w zespole Seether. Do Static-X dołączył w 2003 roku w czasie nagrywania albumu Shadow Zone, zastępując Ken Jaya.